# Ephrata (Washington)
Ephrata je grad u američkoj saveznoj državi Washington. Prema popisu stanovništva iz 2010. u njemu je živjelo 7.664 stanovnika.